# موریس یاموگو
موریس یاموگو (انگلیسی: Maurice Yaméogo؛ ۳۱ دسامبر ۱۹۲۱ – ۱۵ سپتامبر ۱۹۹۳) یک سیاست‌مدار اهل جمهوری ولتای علیا بود.